# Blake Young
Blake Young (Madison, Wisconsin, 20 september 1987) is een Amerikaans motorcoureur.

## Carrière
Young debuteerde in 2003 in het Amerikaans kampioenschap Supersport, waarin hij een race reed. In 2004 kwam hij uit als fulltime coureur in deze klasse en werd hierin achttiende. Tevens reed hij in de Amerikaanse Formula Xtreme met een zestiende plaats in de eindstand. In 2005 werd hij elfde in de Supersport en kwam hij tevens uit in het Amerikaans kampioenschap Superstock, waarin hij vijftiende werd. In 2006 reed hij in de Supersport en in de Formula Xtreme en eindigde de kampioenschappen respectievelijk op de zevende en negende plaats. In 2007 maakte hij zijn debuut in het Amerikaans kampioenschap superbike op een Suzuki in de seizoensopener op de Daytona International Speedway, maar hij kwalificeerde zich niet voor de race. In de Supersport- en Superstock-klassen werd hij zesde en achtste in de eindstand. In 2008 reed hij twee races in de superbike, met een negende plaats op Daytona als beste klassering. In de Supersport werd hij met twee overwinningen vierde, terwijl hij in de Superstock met een zege eveneens vierde werd.
In 2009 reed Young zijn eerste volledige seizoen in het Amerikaans kampioenschap superbike op een Suzuki. Hij behaalde hierin vier podiumplaatsen op Road Atlanta, Barber Motorsports Park, Laguna Seca en Heartland Motorsports Park. Met 290 punten werd hij zesde in het kampioenschap. Daarnaast maakte hij dat jaar zijn debuut in het wereldkampioenschap superbike tijdens het weekend op Donington bij Suzuki als eenmalige vervanger van Fonsi Nieto, maar hij scoorde geen punten tijdens de races.
Tussen 2010 en 2012 kwam Young opnieuw uit in het Amerikaans kampioenschap superbike. In 2010 behaalde hij zijn eerste drie zeges op Road Atlanta (tweemaal) en Barber. Daarnaast stond hij in twee andere races op het podium, waardoor hij met 283 punten zesde werd in de eindstand. In 2011 won hij de eerste twee races op Daytona en behaalde daarna zeges op Miller Motorsports Park, Road America, Barber, de Mid-Ohio Sports Car Course en New Jersey Motorsports Park. Ook behaalde hij in vijf andere races een podiumplaats. Met 358 punten werd hij achter Josh Hayes tweede in het klassement. In 2012 behaalde hij drie zeges op Daytona, Road Atlanta en de Sonoma Raceway. Ook stond hij in dertien andere races op het podium. Met 426 punten werd hij opnieuw tweede in het kampioenschap achter Hayes.
In 2013 debuteerde Young in de MotoGP-klasse van het wereldkampioenschap wegrace op een APR als wildcardcoureur tijdens de drie Amerikaanse races in Texas, Laguna Seca en Indianapolis. Enkel in Texas behaalde hij de finish op plaats 21. Ook nam hij dat jaar deel aan het weekend op Laguna Seca van het WK superbike op een Suzuki als eenmalige vervanger van Leon Camier; hij eindigde beide races als twaalfde. In 2014 kwam hij uit in de Daytona Sportbike-klasse van het Amerikaans kampioenschap wegrace, waarin hij tiende werd. Dit was het laatste seizoen van Young als motorcoureur.